# 川村松助
川村 松助（かわむら まつすけ、1890年（明治23年）9月1日 - 1961年（昭和36年）6月28日）は、日本の実業家、政治家。参議院議員（2期）。吉田派。

## 経歴
岩手県紫波郡徳田村（現・矢巾町）に川徳創業者の川村徳松の息子に生まれる。岩手県立盛岡中学校（現・岩手県立盛岡第一高等学校）卒。陸軍に入り、除隊後盛岡に松屋百貨店（現存せず）を創業する。盛岡市会議員、盛岡商工会議所会頭、花巻温泉、花巻電鉄の各社長となる。このほか東北六県織物商業組合理事長、全日本繊維商業協同組合、盛岡観光協会、岩手県貿易振興協会各会長などを務めた。
1947年（昭和22年）4月第1回参議院議員通常選挙岩手県選挙区から無所属で出馬、落選。同年10月第1回参議院議員補欠選挙に日本自由党から出馬、当選。
1949年（昭和24年）6月第3次吉田内閣外務政務次官、1952年（昭和27年）4月参議院議院運営委員会委員長。
1953年（昭和28年）4月第3回参議院議員通常選挙で自由党から出馬、2選。同年12月参議院文部委員長、1956年（昭和31年）12月石橋内閣北海道開発庁長官、1957年（昭和32年）2月第1次岸内閣北海道開発庁長官。
1961年（昭和36年）6月28日死去、70歳。死没日をもって勲二等旭日重光章追贈、従七位から従三位に叙される。